# Galbula
Galbula Brisson, 1760 è un genere di uccelli piciformi della famiglia Galbulidae.

## Etimologia
Il nome galbula è la parola latina per un piccolo uccello giallo, il rigogolo.

## Descrizione
Sono uccelli di taglia medio-piccola, con becchi lunghi e appuntiti, code allungate e piedi piccoli. Hanno livree dalle tonalità cangianti metalliche - tipicamente verdastre - almeno nella parte superiore del corpo, mentre alcune specie hanno ventri rossastri o brunastri. I maschi e le femmine sono generalmente simili nell'aspetto, ma nella maggior parte delle specie differiscono per dettagli minori del piumaggio.

## Biologia
Come solito per i piciformi, questi uccelli nidificano in tane scavate da loro stessi. Nel caso di questo genere i nidi vengono scavati negli argini di terra battuta lungo fiumi o ai lati delle strade, oppure nei termitai abbandonati. Come in altri jacamar, i loro pulcini non si schiudono nudi, ma già ricoperti di piumino. Hanno un canto peculiare e si nutrono in tipico stile jacamar, catturando in volo artropodi volanti, tipicamente grandi insetti come le farfalle.

## Distribuzione e habitat
Sono uccelli di foresta dei Neotropici.

## Tassonomia
Il genere venne coniato dallo zoologo francese Mathurin Jacques Brisson, nel 1760, con il jacamar codaverde (Galbula galbula) come specie tipo.
Questo genere contiene le seguenti specie viventi:
- Galbula albirostris Latham, 1790 - jacamar beccogiallo
- Galbula cyanicollis Cassin, 1851 - jacamar guanceblu
- Galbula ruficauda Cuvier, 1816 - jacamar codarossiccia
- Galbula galbula (Linnaeus, 1766) - jacamar codaverde
- Galbula pastazae Taczanowski & Berlepsch, 1885 - jacamar pettorame
- Galbula tombacea von Spix, 1824 - jacamar mentobianco
- Galbula cyanescens Deville, 1849 - jacamar frontebluastra
- Galbula chalcothorax P.L.Sclater, 1855 - jacamar violaceo
- Galbula leucogastra Vieillot, 1817 - jacamar bronzeo
- Galbula dea (Linnaeus, 1758) - jacamar del paradiso

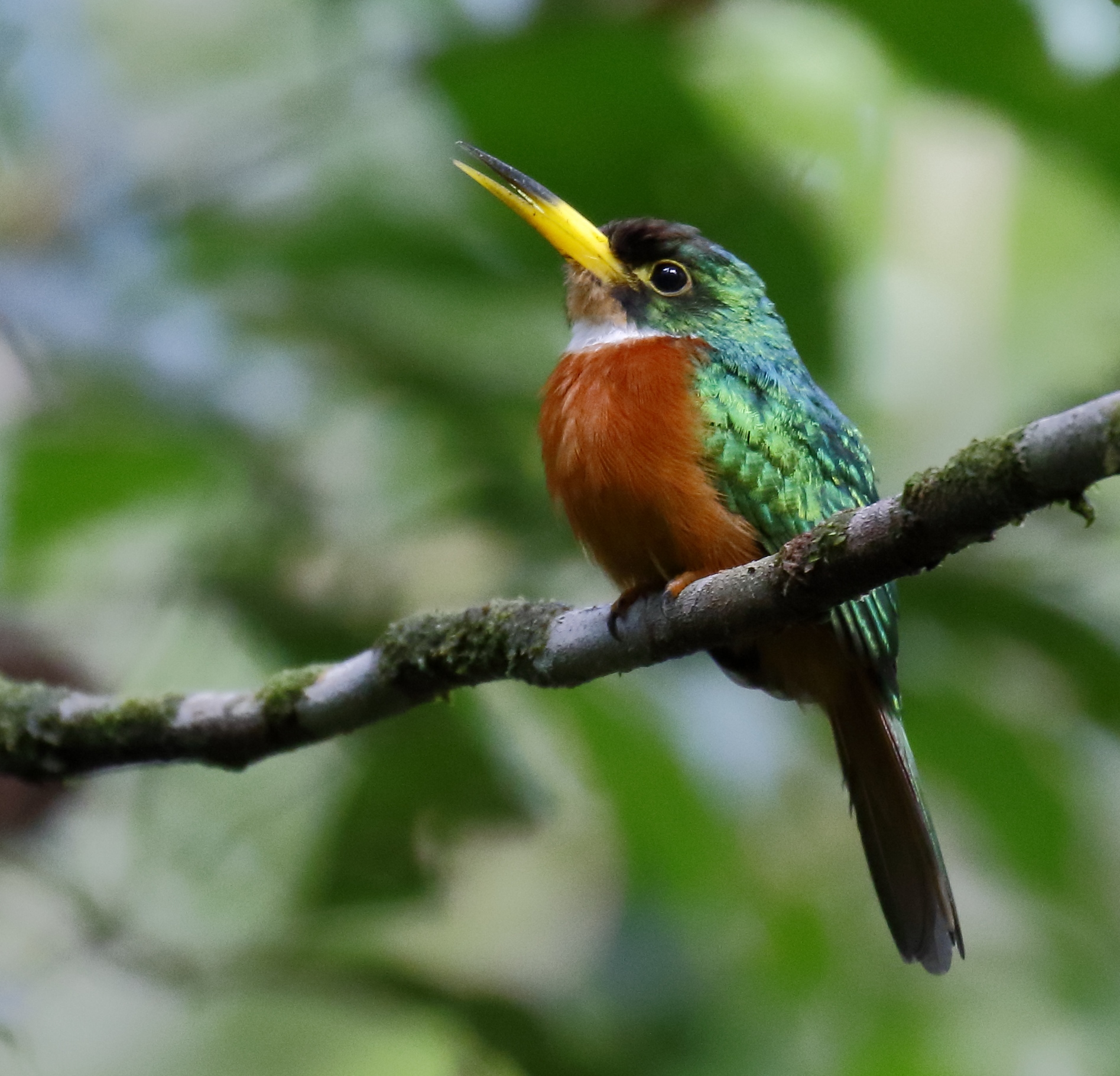
Galbula albirostris
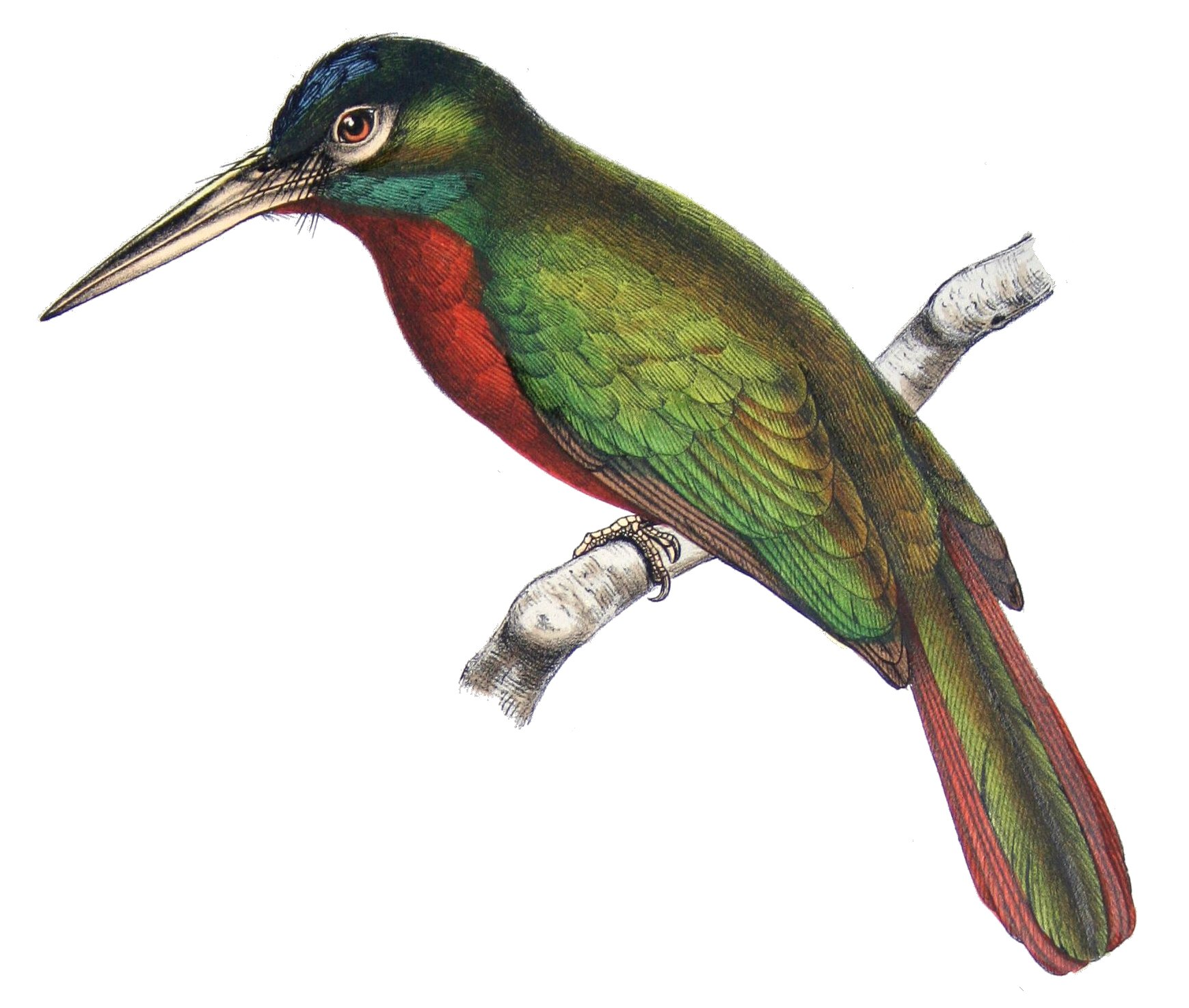
Galbula cyanicollis
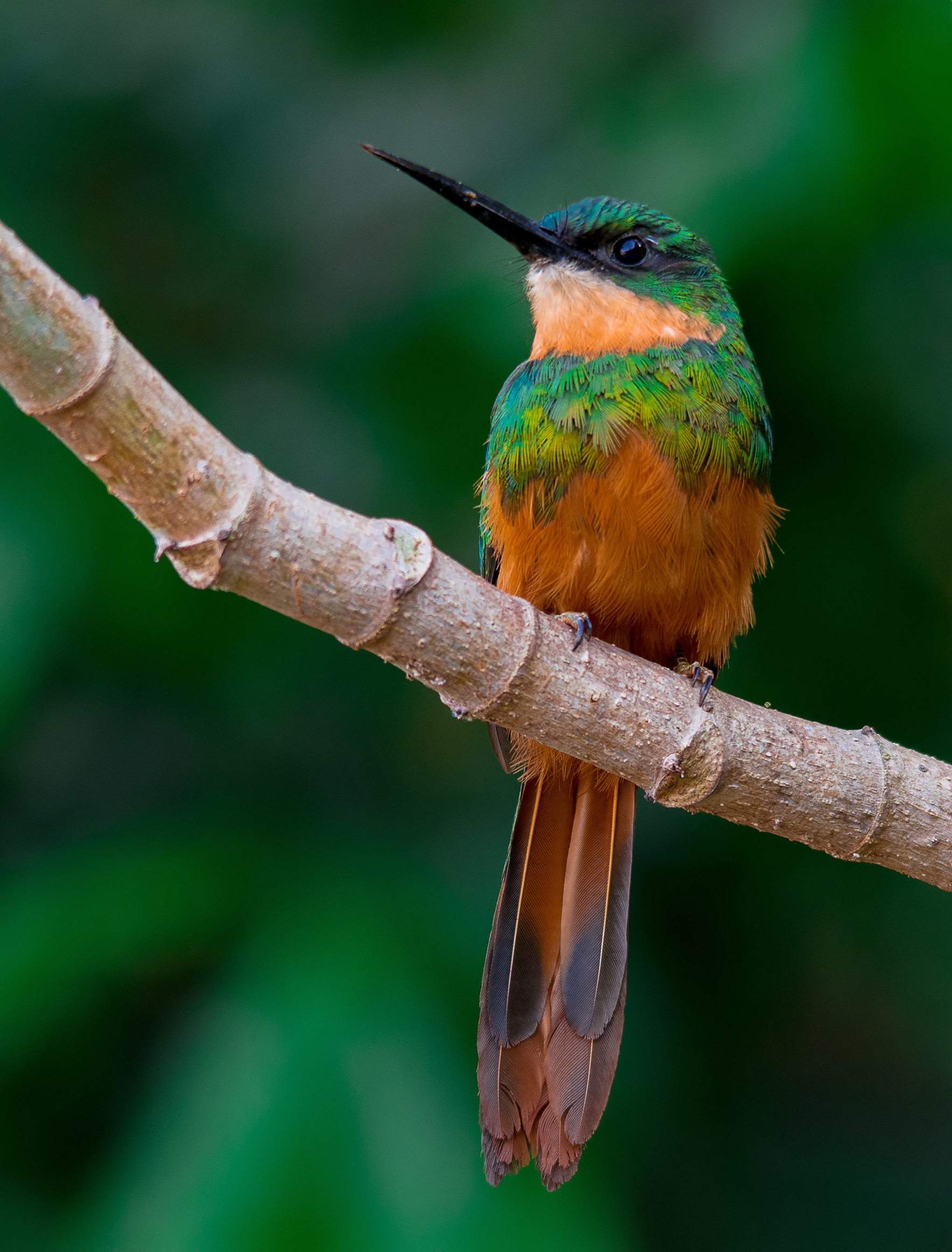
Galbula ruficauda
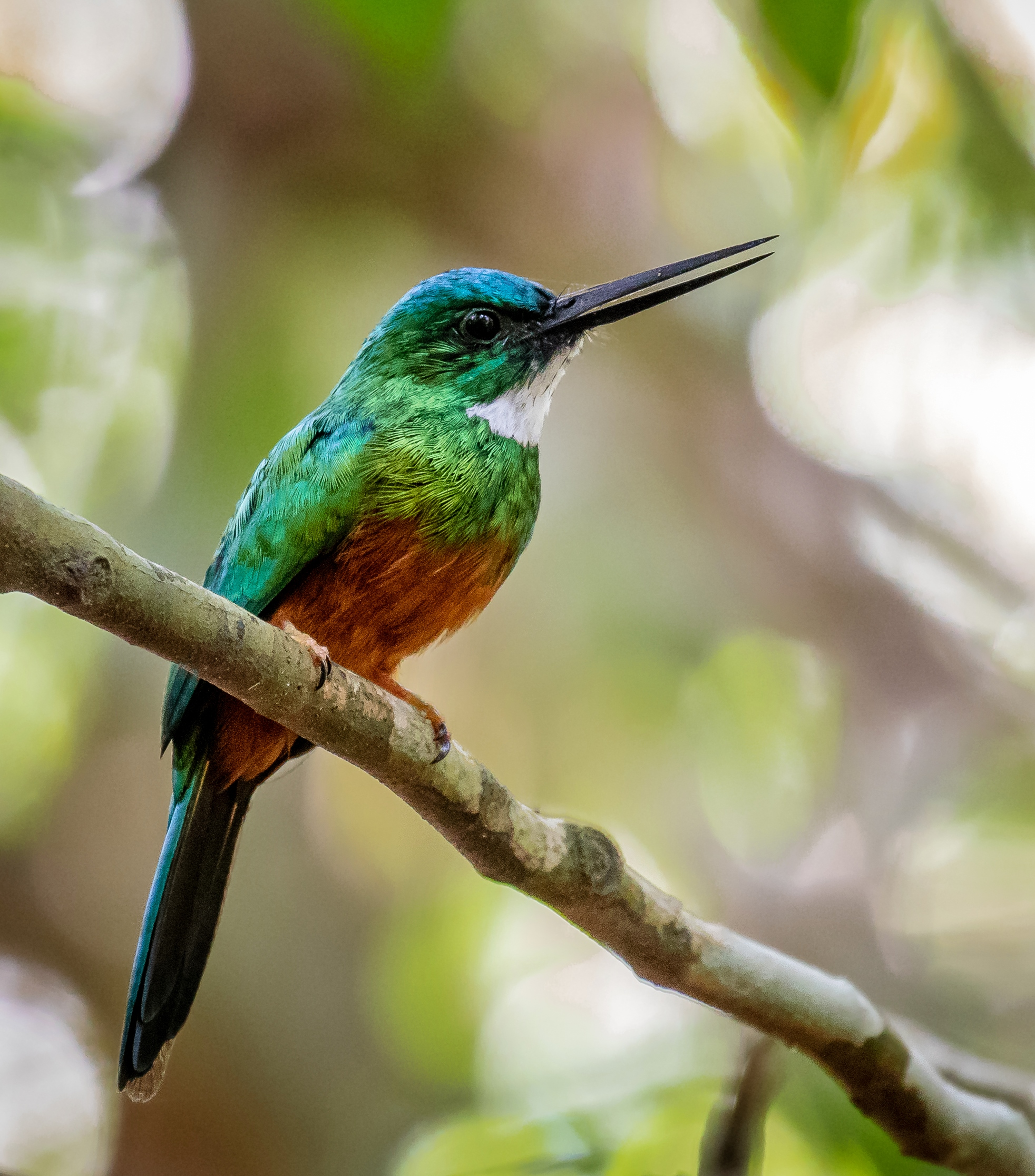
Galbula galbula
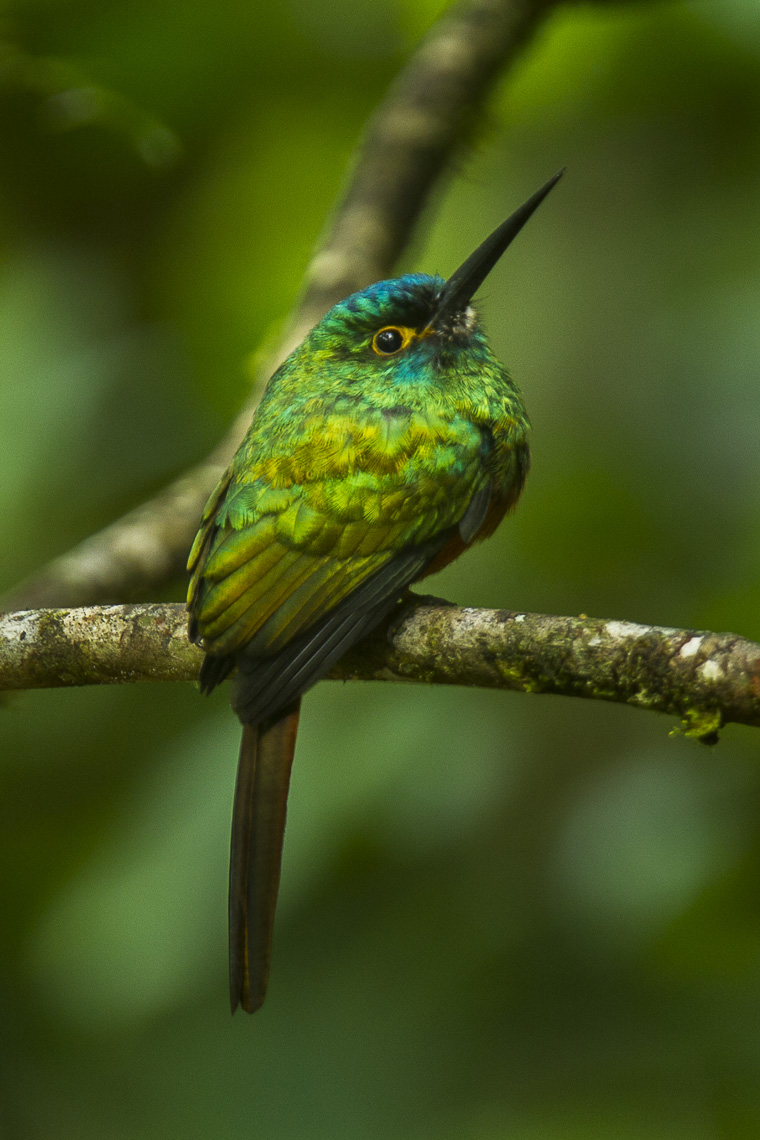
Galbula pastazae
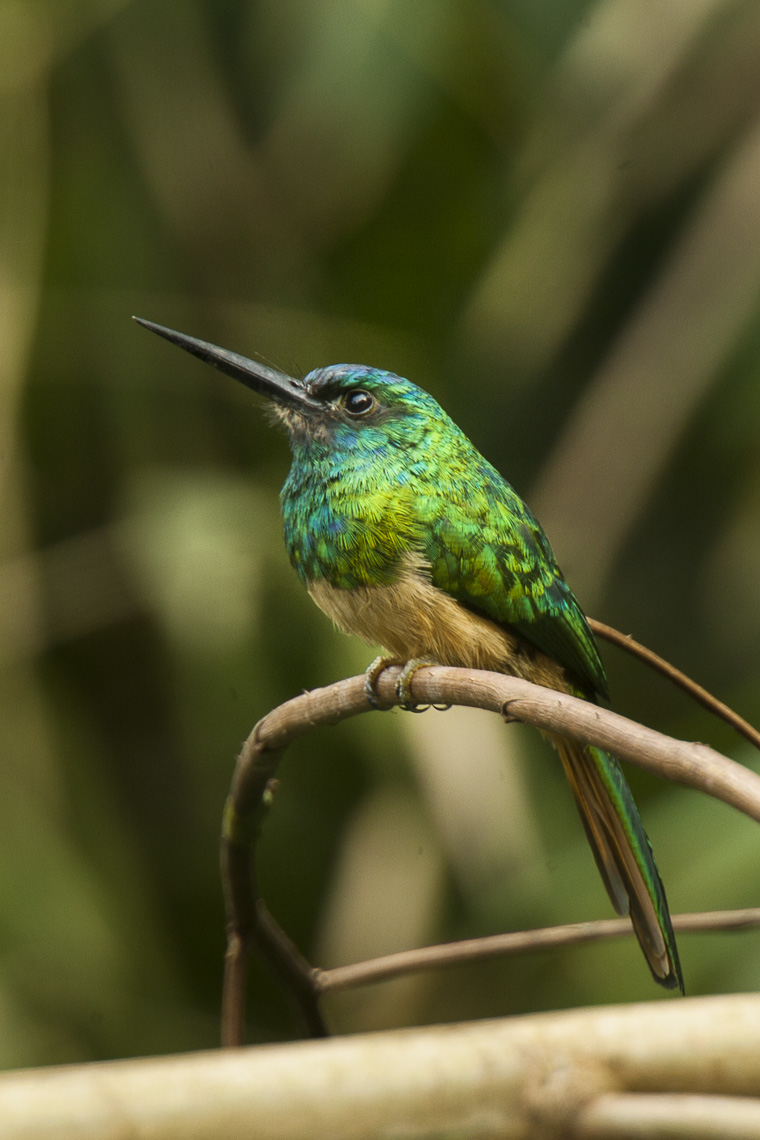
Galbula cyanescens
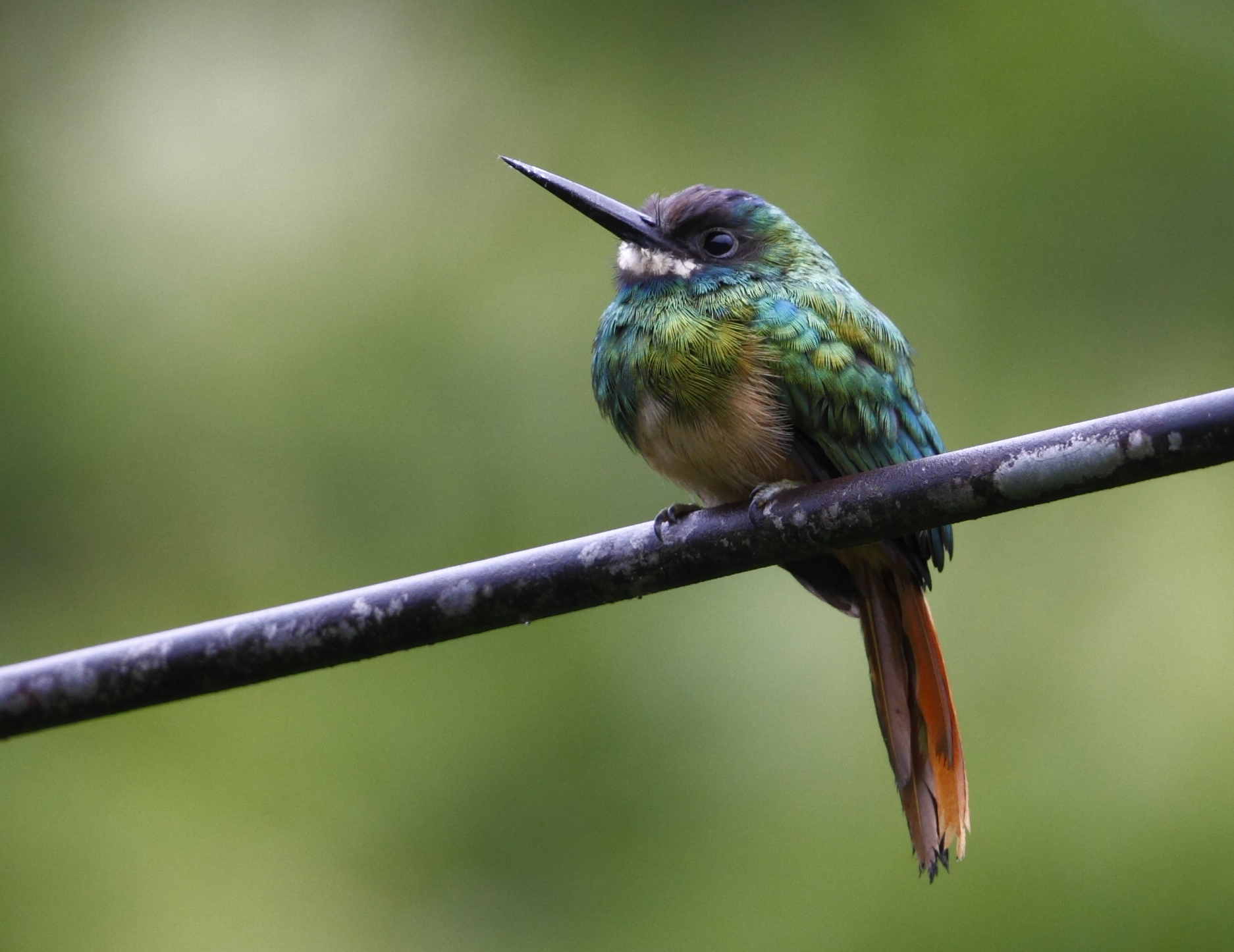
Galbula tombacea
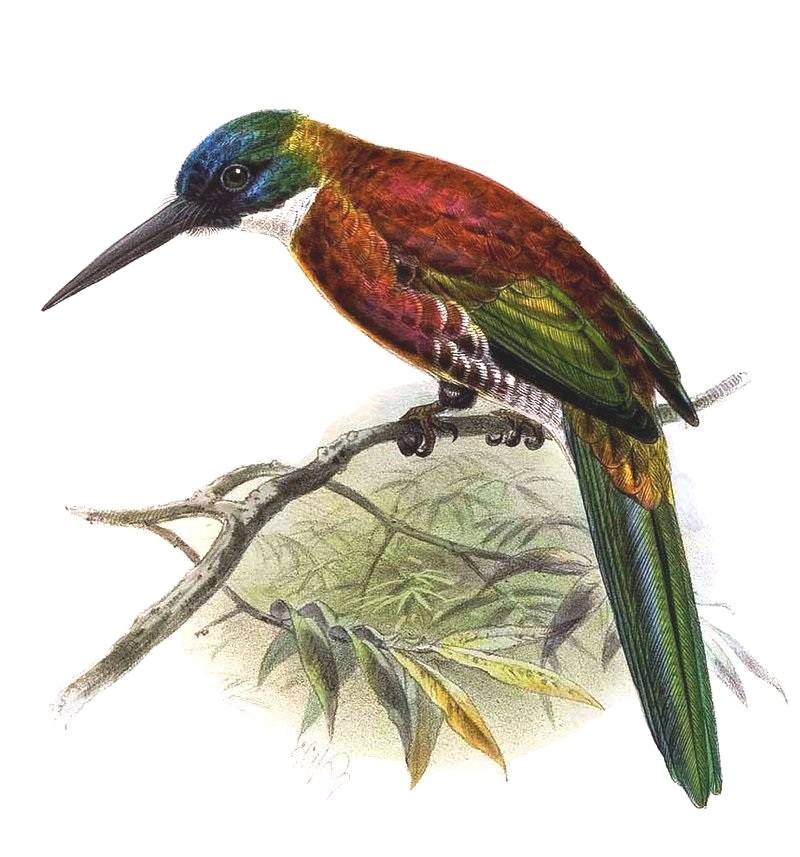
Galbula chalcothorax
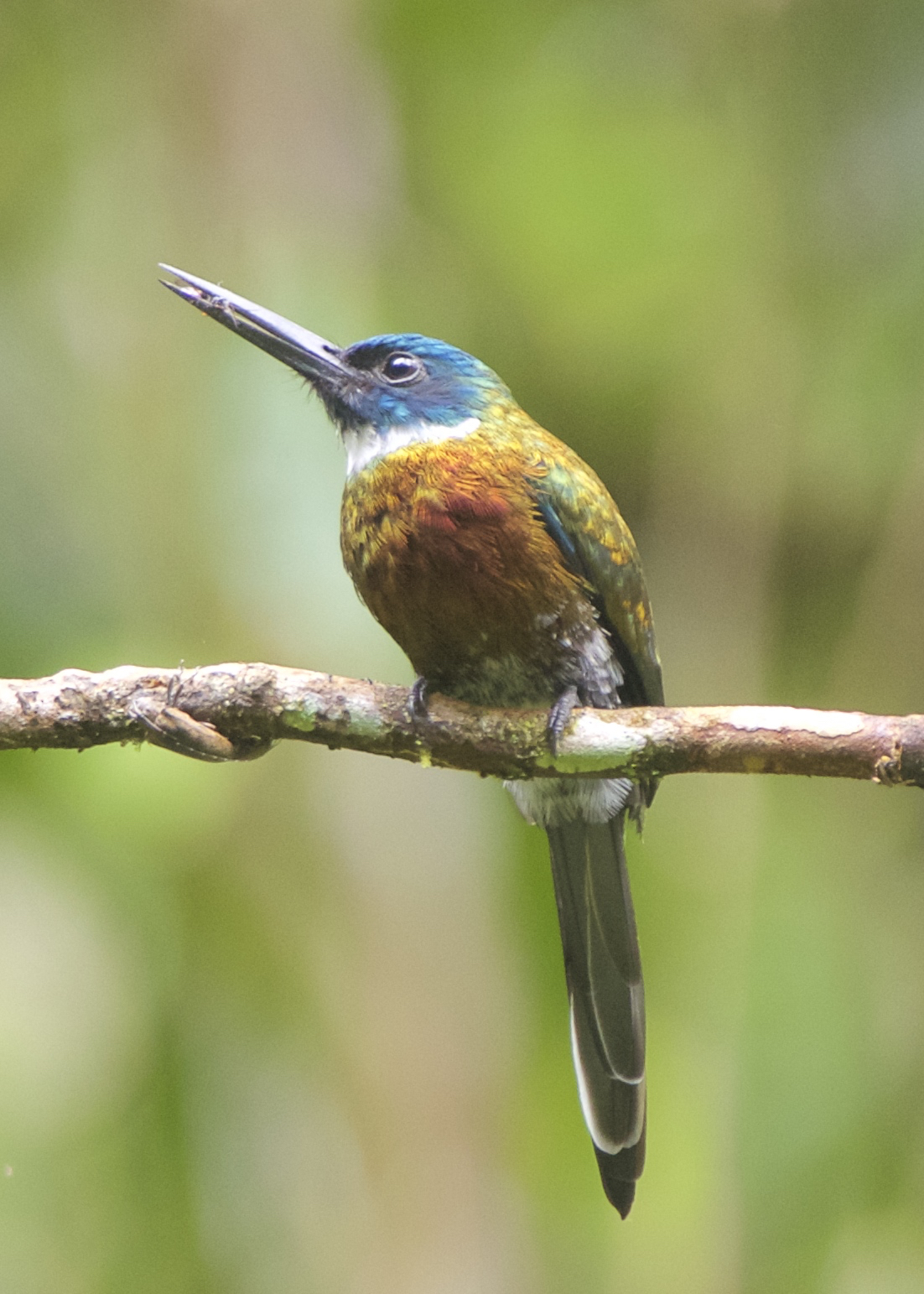
Galbula leucogastra
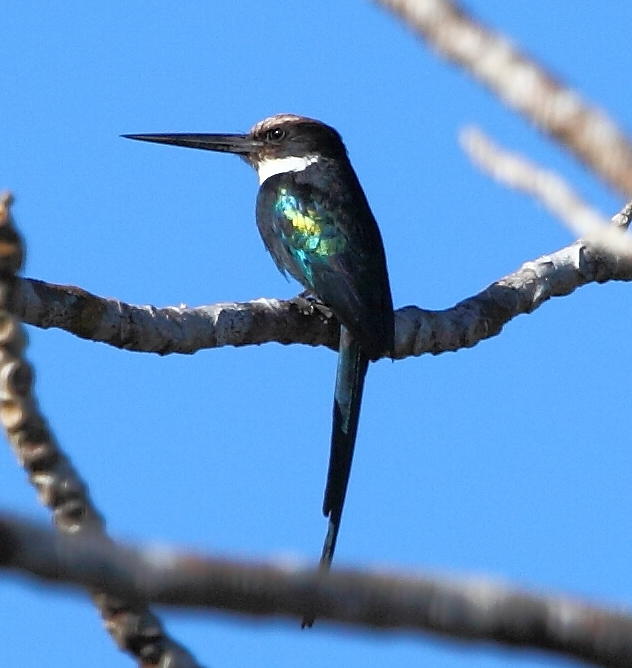
Galbula dea

Una specie fossile, Galbula hylochoreutes, è stata descritta dalla metà del Miocene della Colombia. Apparentemente era più specializzato per nel catturare gli insetti al volo rispetto alle specie viventi.

## Conservazione
La maggior parte delle specie di Galbula sono abbastanza comuni nel loro areale naturale, che nonostante la dilagante deforestazione è ancora esteso. Solo lo jacamar pettoramato (G. pastazae) si trova in una regione più ristretta ai piedi delle Ande ed è considerato una specie minacciata.